# کانتون پاتاته
کانتون پاتاته (به اسپانیایی: Cantón Patate) یک منطقهٔ مسکونی در اکوادور است که در استان تونگوراهوا واقع شده‌است.

## خصوصیات
کانتون پاتاته ۳۱۵ کیلومترمربع مساحت و ۱۳٬۴۹۷ نفر جمعیت دارد.